# 米里米雷
11°21′17.46″N 69°4′39.46″W / 11.3548500°N 69.0776278°W
米里米雷（西班牙語：Mirimire）是委內瑞拉的城鎮，位於該國西北部法爾孔州，是聖弗朗西斯科市的首府，處於聖安娜德科羅東南面130公里，始建於十九世紀初。